# Stelestylis
Stelestylis Drude – rodzaj wieloletnich epifitów z rodziny okolnicowatych, obejmujący 4 gatunki, występujące w północnej Ameryce Południowej, od Wenezueli do Gujany Francuskiej i wschodniej Brazylii.

## Morfologia
ŁodygaSkrócona, rozgałęziająca się monopodialnie.
LiścieUlistnienie naprzeciwległe. Blaszki liściowe dwuklapowane.
KwiatyKwiaty jednopłciowe, zebrane w małą kolbę wspartą 3–5 liściastymi pochwami, rozrzuconymi w górnej połowie smukłego pędu kwiatostanowego. Kolby cylindryczne do szeroko elipsoidalnych. Kwiaty męskie asymetryczne, szypułkowe. Listki okwiatu zwykle tylko po stronie odosiowej, gruczołkowate. Pręciki od kilku do bardzo wielu. Główki pręcików zwykle z wierzchołkowo położonym gruczołem wydzielniczym. Kwiaty żeńskie zrośnięte u nasady. Listki okwiatu dobrze rozwinięte. Łożyska 4, parietalne. Szyjka słupka pojedyncza, dobrze rozwinięta.
OwoceZrośnięte u nasady, jagodopodobne.

## Systematyka
Pozycja systematyczna według Angiosperm Phylogeny Website (aktualizowany system APG IV z 2016)Należy do podrodziny Carludovicioideae, rodziny okolnicowatych (Cyclanthaceae), w rzędzie pandanowców (Pandanales) zaliczanych do jednoliściennych (monocots).
Gatunki
- Stelestylis anomala Harling
- Stelestylis coriacea Drude
- Stelestylis stylaris (Gleason) Harling
- Stelestylis surinamensis Harling